# José Brunet y Bermingham
José Brunet y Bermingham (San Sebastián, 15 de agosto de 1836  - 16 de abril de 1891) fue un fotógrafo aficionado y empresario español, conocido industrial de la burguesía guipuzcoana del siglo XIX. Era descendiente de una familia catalana asentada en San Sebastián, y fue promotor, principal o propietario de varias empresas, entre ellas la Compañía del Tranvía de San Sebastián, o la papelería La Esperanza. Tenía pasión por la fotografía y sus fotografías destacan en las pocas fotografías históricas de Guipúzcoa del siglo XIX.

## Biografía
Era hijo del matrimonio formado por José Manuel Brunet y Prat con Manuela Bermingham. Tanto su padre como su abuelo, José Brunet Segura, fueron alcaldes de San Sebastián, y él también fue concejal en varias ocasiones. Se casó con María Magdalena Goitia Ostolaza, natural de Villafranca de Ordizia, hija del industrial Domingo Goitia Sarriegui, y trabajó con su padre en negocios, por ejemplo en la empresa Goitia y Cia. Tuvieron varios hijos y José Brunet retrató a menudo a la familia. Su hijo Ubaldo continuó la tradición de la fotografía. 
Las fotografías que realizó como aficionado destacan especialmente la transformación de San Sebastián en el último cuarto del siglo XIX, cómo la ciudad se expandió tras el derribo de las murallas y el desarrollo de la Bahía de Concha. Las fotografías tomadas por los pueblos de Guipúzcoa son también un singular testimonio de aquel siglo.  
Se han conservado alrededor de mil placas de vidrio y fotografías en papel de Brunet, entre los años 1865 y 1891, la mayoría de ellas negativos sumergidos en colodión húmedo y bromuro de gelatina. Este fondo pasó a manos de un bisnieto en el siglo XX, el marqués de la Real Defensa Joaquín Ignacio Mencos y Doussinague, quien depositó los fondos al Archivo Real y General de Navarra. Las fotografías de estas exposiciones están descritas en el libro "San Sebastián, álbum de siglo XIX" de Lola Horcajo Calixto y Juan José Fernández Beobide. 
En el siglo XXI se han realizado algunas exposiciones con las imágenes, pero no se ve en línea ninguna digitalización de los fondos. Con todo, las reproducciones de fotografías son legales en el siglo XXI, ya que están libres de derechos de autor al pertenecer a un fotógrafo fallecido en el siglo XIX.

## Fotos en blanco y negro
Algunos de sus trabajos:

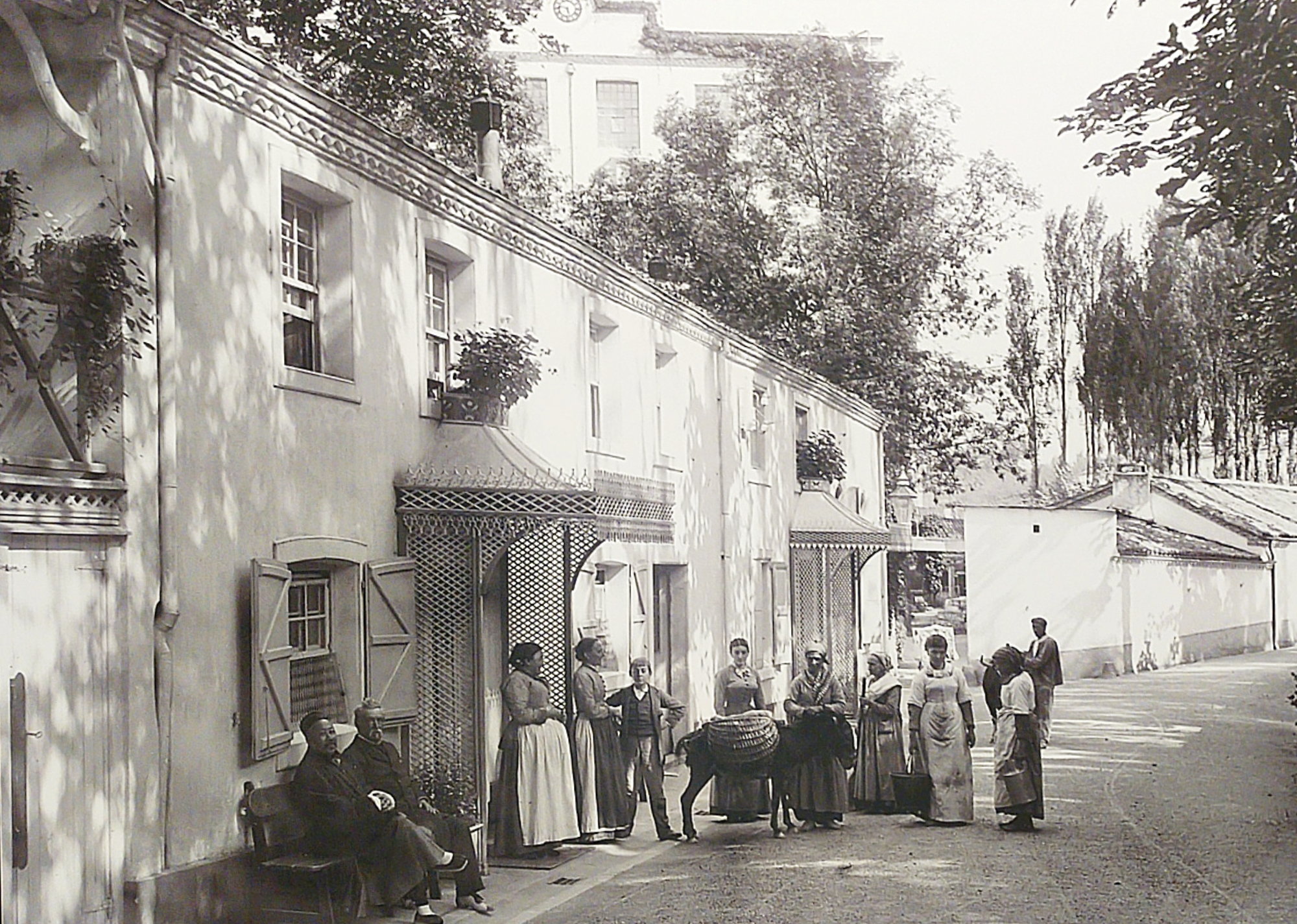
Casa Brunet, Oria. Fábrica de Hilados y Tejidos Oria (1890).
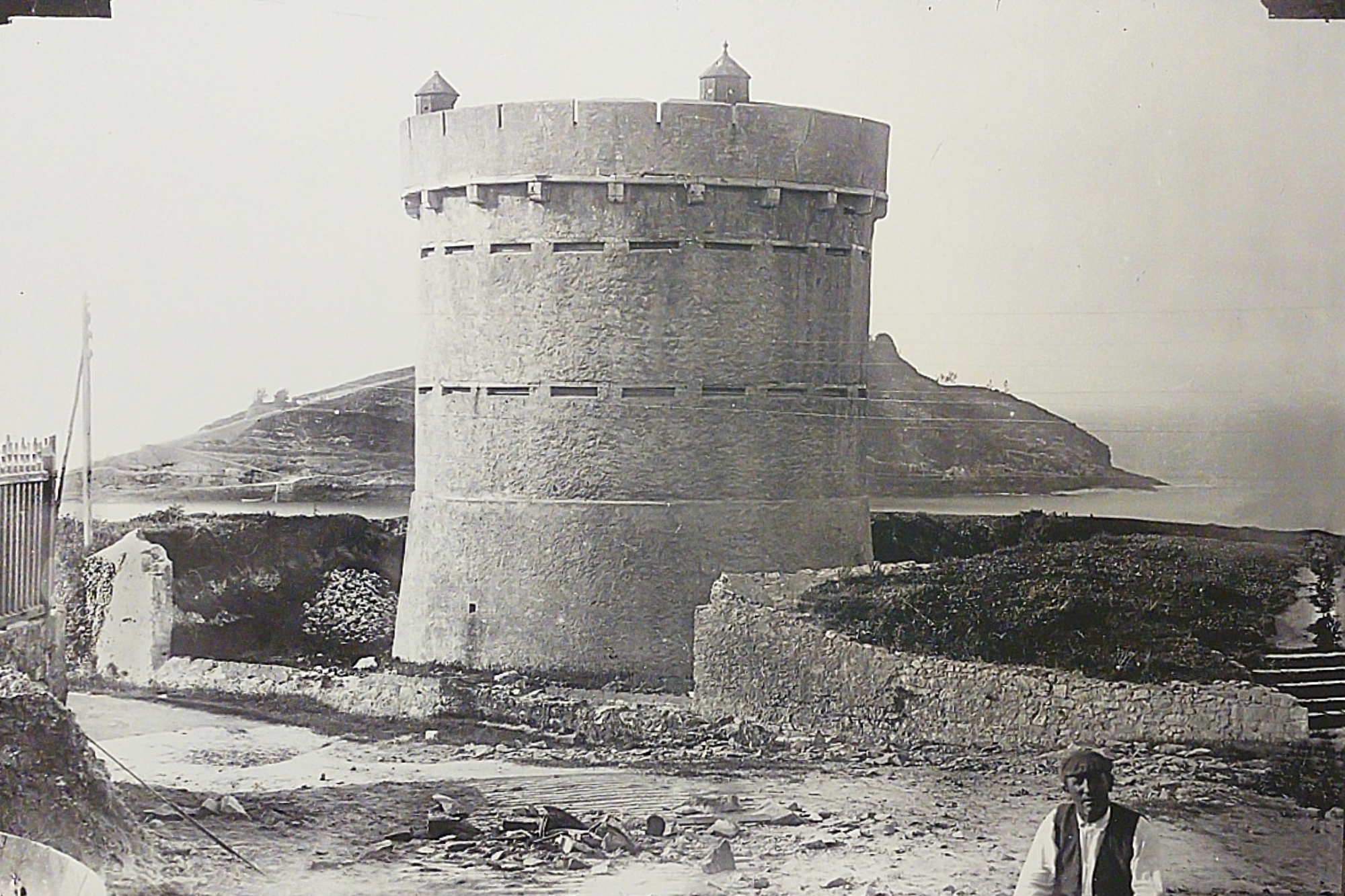
La llamada Torre del Tambor (San Sebastián, 1888).
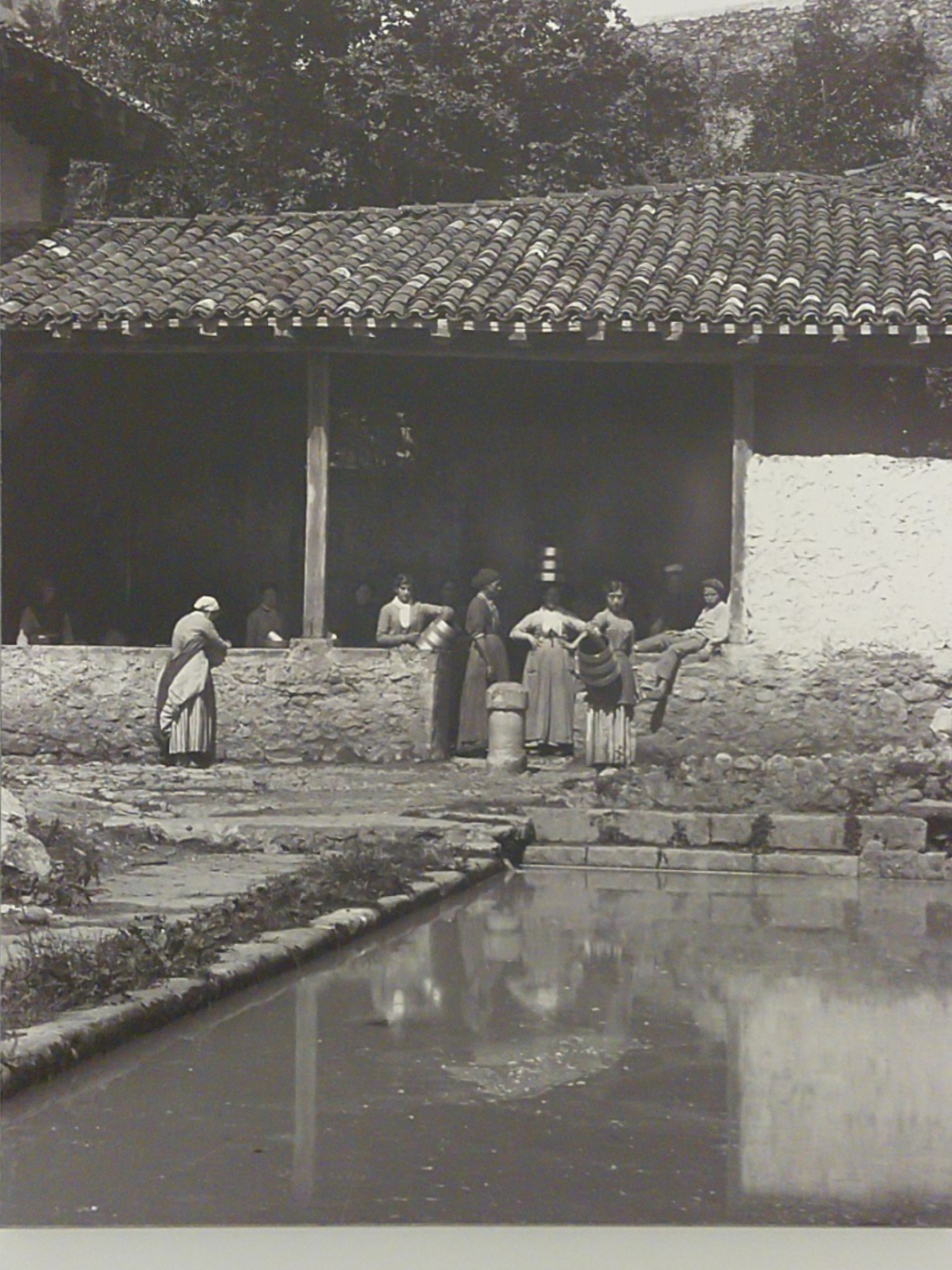
Manantial de Hernani (1882).
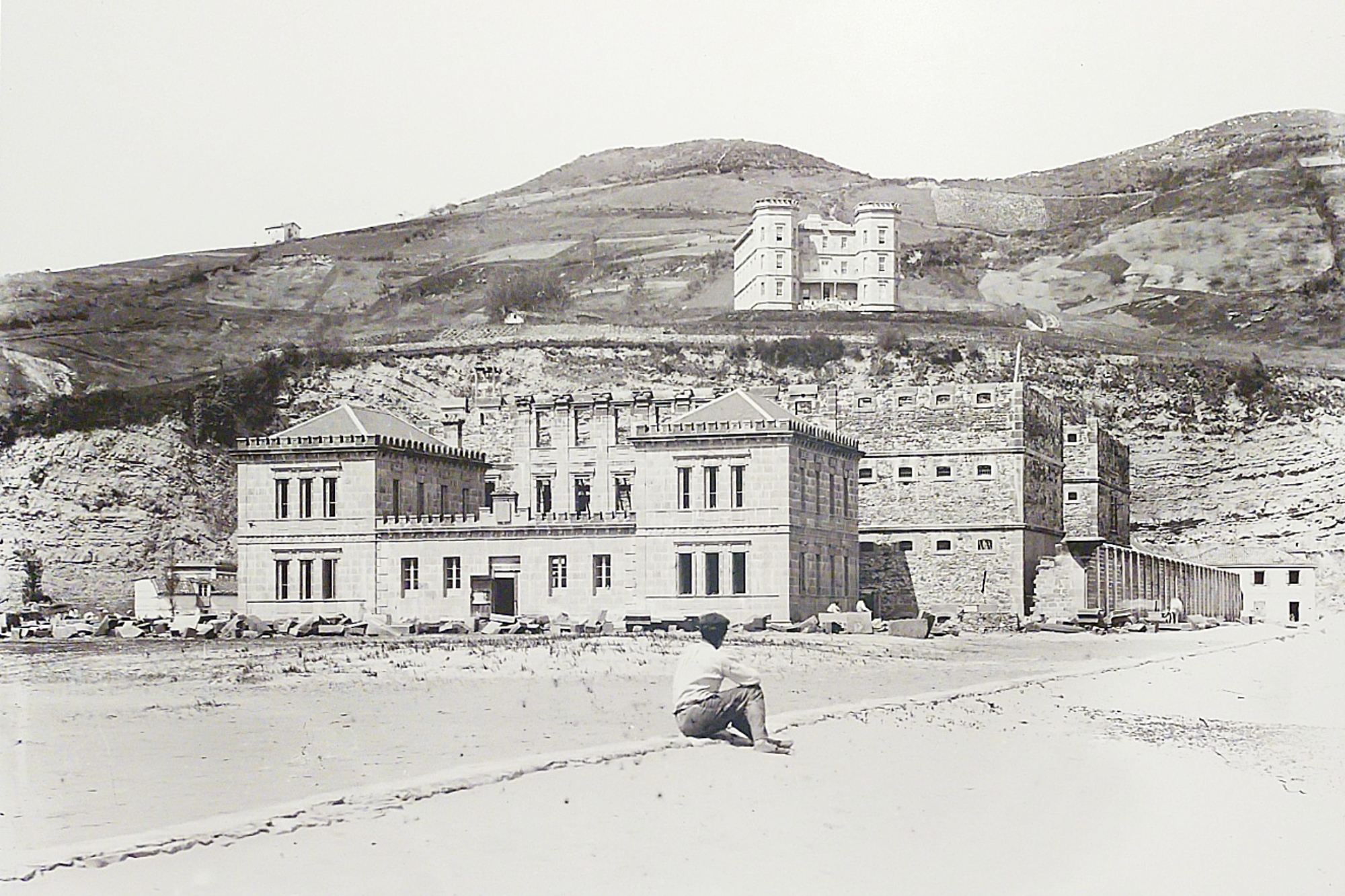
Construcción de la cárcel de Ondarreta, San Sebastián (c.1889).
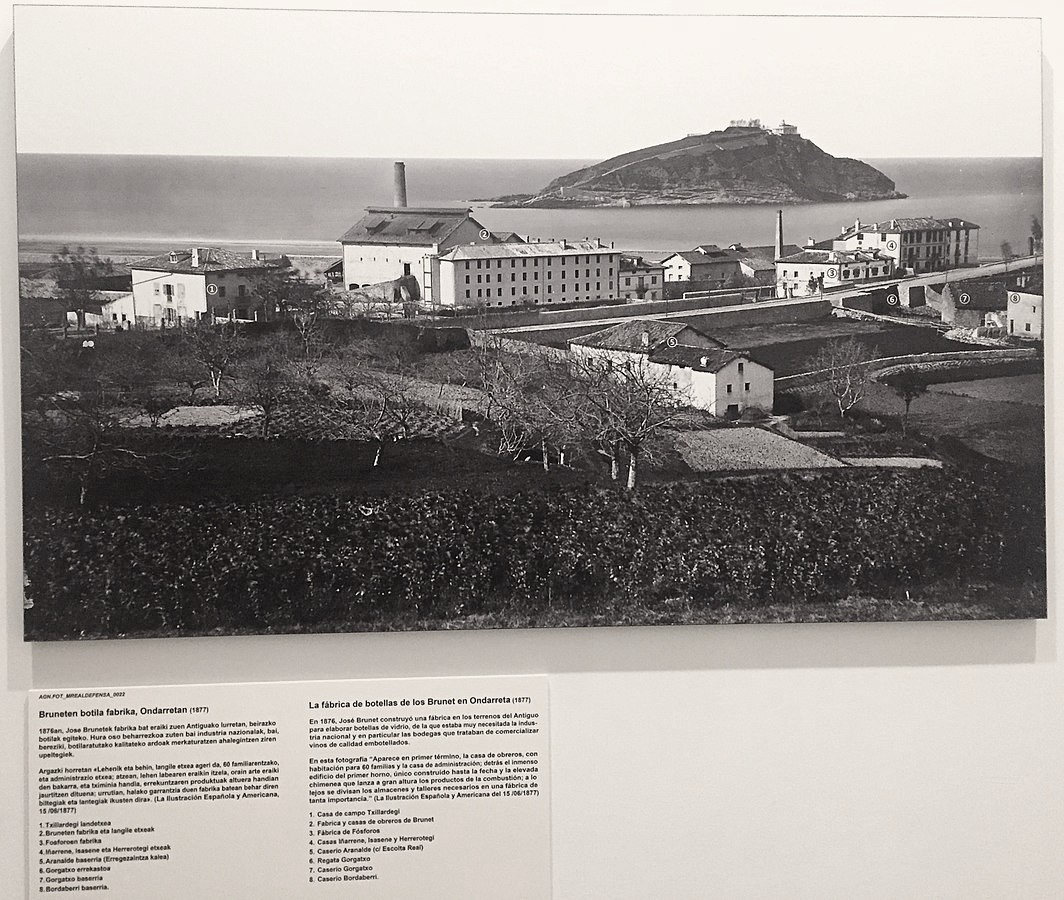
Fábrica de botellas de los Brunet en Ondarreta (1877)

## Homenajes
- 2022 (mayo-septiembre): 'Aurrera eginez-Progresando', exposición en el Centro Cultural Koldo Mitxelena de San Sebastián con fotografías realizadas entre 1836-1891 y comisariada por Lola Horcajo y Juan José Fernández Beobide.[4]